# Melipona flavolineata
Melipona flavolineata är en biart som beskrevs av Heinrich Friese 1900. Melipona flavolineata ingår i släktet Melipona och familjen långtungebin. Inga underarter finns listade i Catalogue of Life.